# Перейра Роке, Майкон
Майкон Перейра Роке (порт.-браз. Maicon Pereira Roque; 14 сентября 1988, Барретус, Сан-Паулу) — бразильский футболист, защитник.

## Биография
Майкон — воспитанник клуба «Крузейро». Он начал выступать за основу команды в 2007 году. Через год он был отдан в аренду в клуб «Кабуфриенсе». В августе 2008 года Майкон перешёл на правах пятилетней аренды, в португальский клуб «Насьонал». 17 августа он дебютировал в составе команды в матче с «Трофенсе», в котором его клуб победил 2:0. Всего в составе «Насьоналя» он провёл 33 матча, 28 в чемпионате Португалии и 5 игр в Кубке Португалии. За свою игру Майкон был замечен несколькими европейскими командами, включая «Порту», предложившую Майкону контракт.
3 июня 2009 года Майкон стал игроком «Порту», подписав контракт на 5 лет. За 50 % прав на игрока «Порту» отдал 1,1 млн евро. 29 ноября 2009 года Майкон дебютировал в составе «Порту» в матче с «Риу Аве». 8 декабря он впервые сыграл в Лиге чемпионов против «Атлетико Мадрид».
В 2016 году выступает на правах аренды в «Сан-Паулу».

## Достижения
- Чемпион Португалии (3): 2010/11, 2011/12, 2012/13
- Обладатель Кубка Португалии (2): 2009/10, 2010/11
- Обладатель Суперкубка Португалии (3): 2010, 2011, 2012
- Победитель Лиги Европы: 2010/11
- Чемпион Турции: 2017/18